# Convento das Chagas (Lamego)
O Convento das Chagas de Lamego, foi fundado em 1588 e inaugurado em 1590, tendo sido a primeira casa religiosa feminina de Lamego. Obedecia à Ordem de Santa Clara (mais conhecidas por “Clarissas”) e estava destinado a albergar as filhas das famílias nobres da cidade. Com a extinção das ordens religiosas em Portugal, o convento foi encerrado e depois cedido à autarquia, em 1910, existindo atualmente no local apenas a Igreja das Chagas e a Escola Secundária de Latino Coelho.